# Ворлд, Анджали
Анджали Ранадив (англ. Anjali Ranadivé), наиболее известная под псевдонимом Анджали Ворлд (англ. Anjali World) — американская певица и морской эколог.

## Ранняя жизнь
Выросла в Области залива Сан-Франциско, в Калифорнии. В 2013 году окончила Калифорнийский университет в Беркли, где обучалась по области морской науки. Её отец Вивек Ранадив, является основателем компании TIBCO, а также владельцем баскетбольного клуба «Сакраменто Кингз». Её мать, бывшая жена Ранадива, Деббра Аддикот является филантором. Анджали представляла «Сакраменто Кингз» во время сезона Драфт НБА 2014 года. Когда Анджали было 12 лет, представляемая ею баскетбольная команда, натренированная её отцом смогла достичь финала.
Заинтересовалась музыкой благодаря своему брату и матери. В частности брат певицы продюсировал записи некоторых рэперов. Решила вплотную заняться музыкальной карьерой после окончания университета.

## Карьера

### В качестве морского эколога
Подростая, Ранадив заинтересовалась животными и сохранением дикой природы, работая в таких океанариумах и в центрах сохранения природы как, Monterey Bay Aquarium, Yggdrasil Wildlife Center и The Ocean Project. После окончания университета она основала фонд Jaws & Paws, занимавшийся впоросами по сохранению акул, белых медведей и тигров. Jaws & Paws поддерживался за счёт доходов, получаемых певицей в музыкальной карьере. В октябре 2015 года Анджали получила премию от Monterey Bay Aquarium.

### Музыкальная карьера
Также Анджали Ворлд является R&B-певицей и автором-исполнителем.
В апреле 2014 года она выпустила свой дебютный сингл «We Turn Up». Песня была написана ею под влиянием R&B, попа и Болливуда. Продюсерами выступили Super Dave и марокканский рэпер, French Montana. Премьера музыкального видео на песню состоялась в сентябре 2014 года на Music Choice. Её второй сингл «Nobody» был записан вместе с Tyga. 8 декабря 2014 года она исполнила эту песню в телепередаче Sacramento Kings halftime show. Выступала на разогреве у таких артистов как, Трей Сонгз, Raghav и New Boyz. Исполнила национальный гимн во время визита премьер-министра Индии Нарендры Моди в Мэдисон-сквер-гарден.

### Туры и выступления
| Год              | Тур            | Примечания                                           |
| ---------------- | -------------- | ---------------------------------------------------- |
| Февраль 2016 — … | Skaterade Tour | При участии Skate, Derek Luh, Ejaaz и Da Kid Quence. |

## Дискография

### Синглы
| Название                                              | Год        |
| ----------------------------------------------------- | ---------- |
| «We Turn Up» при участии French Montana               | 2014       |
| «Perfect Storm»                                       | 2014       |
| «Nobody» при участии Tyga                             | 2014       |
| «Watch Me Bleed»                                      | 2015       |
| «World On Fire»                                       | 2015       |
| «Bassline» при участии Kalin and Myles и Дерека Кинга | 2015       |
| «Loveless» при участии Iamsu!                         | 2015       |
| «More Time On You» при участии Адриана Марселя        | 2015       |
| «Bad Boy Good»                                        | 2015       |
| «Been On» при участии Skate                           | Не выпущен |

### Мини-альбомы
| Название          | Год  |
| ----------------- | ---- |
| «Brave New World» | 2015 |

### Музыкальные видео
| Название                                | Год  | Режиссёр        |
| --------------------------------------- | ---- | --------------- |
| «We Turn Up» при участии French Montana | 2014 | Жан Поль Бранше |
| «World On Fire»                         | 2015 | Кэм Файрфэкс    |
| «Loveless» при участии Iamsu!           | 2015 | Кеони Марс      |
| «Bad Boy Good»                          | 2015 | Кеони Марс      |